# طوطی همدم

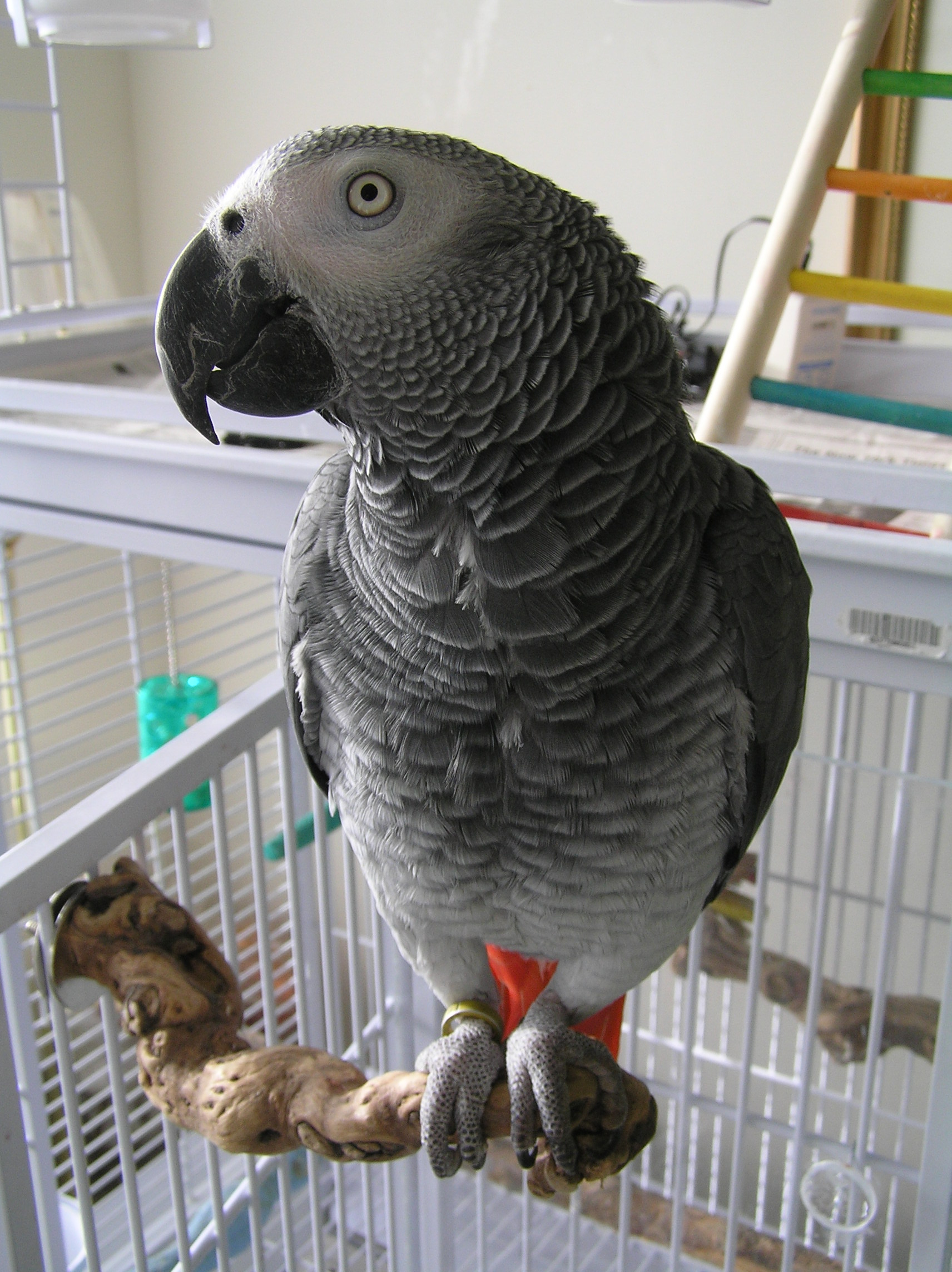
طوطی خاکستری بالای قفسش

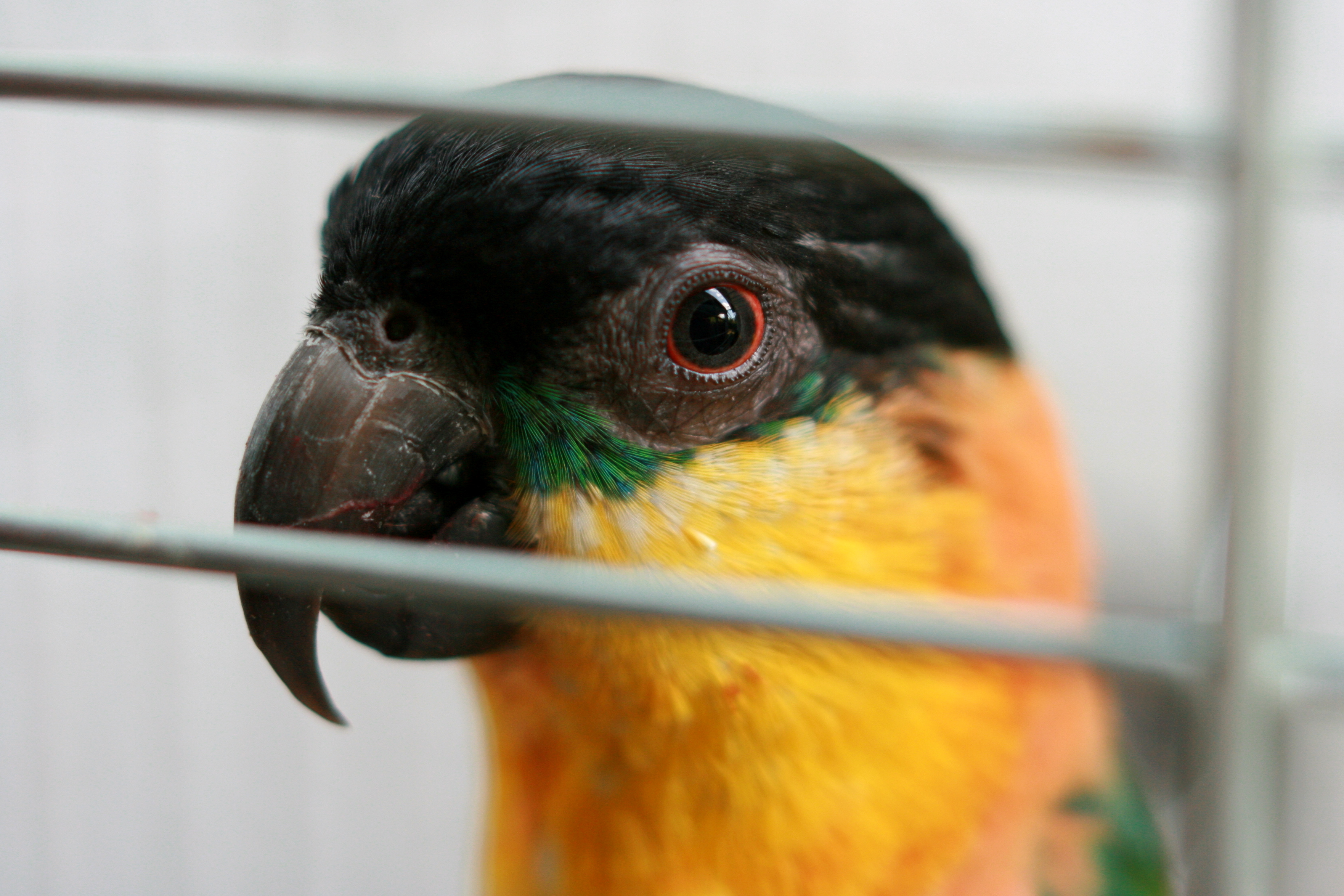
طوطی سرسیاه در قفسش

طوطی همدم یا طوطی همراه (به انگلیسی: Companion parrot)، طوطی است که به عنوان حیوان خانگی نگهداری می‌شود و به وفور با همتای انسانی خود برهمکنش دارد. به‌طور کلی، بیشتر گونه‌های طوطی می‌توانند همراهان بسیار خوبی باشند، اما باید با دقت در مورد دیگر گونه‌های خانگی معمولی مانند سگ‌ها و گربه‌ها مدیریت شوند، زیرا ممکن است با آنها دشمنی کنند.
گونه‌های طوطی‌هایی که به عنوان همراه نگهداری می‌شوند، عبارتند از طوطی‌های بزرگ مانند طوطی آمازون، طوطی‌های خاکستری، طوطی‌کاکلی، اکلکتوس، طوطی سرشاهینی و ماکائو. (گونه‌ها شامل دورگه‌هایی مانند ماکائوی کاتالینا) پرندگان متوسط مانند طوطی‌های آمازونی، کانور، طوطی راهب، پیونوس، طوطی‌های بال‌دراز، طوطی طوق‌صورتی و طوطی‌های دم‌پهن و بسیاری از انواع کوچک‌تر، از جمله مرغ عشق، بروتوگری، عروس هلندی، طوطی، طوطی عشق، طوطی و طوطی خطی می‌باشد.
برخی از گونه‌های شهدطوطی و شهدطوطیک به عنوان حیوان خانگی نگهداری می‌شوند، اما کاملاً نامرتب هستند و اغلب به عنوان باغ پرندگان محبوب هستند. طوطی‌های آویزان و طوطی‌های انجیرخوار معمولاً به عنوان پرندگان باغ پرندگان نگهداری می‌شوند و نه به عنوان حیوانات خانگی. برخی از گونه‌ها مانند طوطی کوتوله و کاکاپو، طوطی شب و حدود نیمی از گونه‌های طوطی به دلیل نیازهای غذایی دشوار یا در دسترس نبودن آنها، طوطی‌های همراه به‌شمار نمی‌روند.

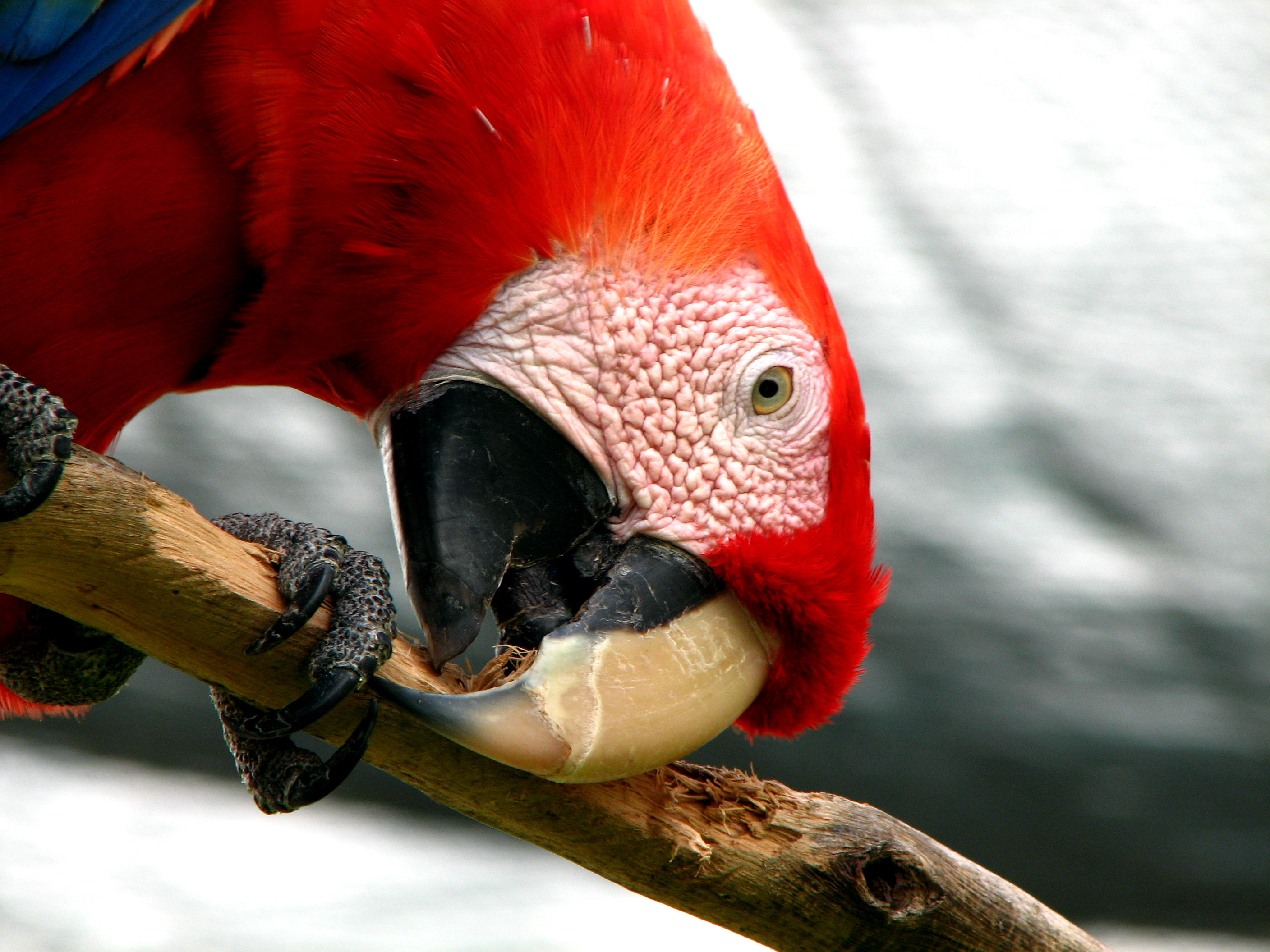
جویدن چوب توسط ماکائوی سرخ‌فام